# Hugo von Perger
Hugo Ritter von Perger (* 12. Februar 1844 in Wien; † 28. Dezember 1901 ebenda) war ein österreichischer Chemiker und Hochschullehrer. Er war Rektor der Technischen Hochschule Wien.

## Leben
Hugo von Perger studierte am k.k. Polytechnischen Institut sowie unter anderem bei Josef Redtenbacher an der Universität Wien, wo er 1866 die Lehramtsprüfung für Chemie und Physik ablegte. Anschließend unterrichtete er an verschiedenen Realschulen. 1876 ging er an die Universität Leipzig, wo er 1878 zum Dr. phil. promovierte.
Nach Unterrichtstätigkeit in Königsberg an der Eger und an der 
Staatsgewerbeschule in Brünn wurde er 1879 Vorstand der chemischen Abteilung der Staatsgewerbeschule Reichenberg. Ab 1887 war er Vorstand der Sektion für Chemische Gewerbe am Technologischen Gewerbemuseum in Wien.
1895 wurde er als ordentlicher Professor der Chemischen Technologie organischer Stoffe an die Technische Hochschule Wien berufen. In den Studienjahren 1897/98 und 1900/01 war er bis zu seinem Tod Dekan der Chemisch-technischen Schule. Im Studienjahr 1898/99 wurde er zum Rektor der Technischen Hochschule Wien gewählt. 
1899 wurde er zum Hofrat ernannt.
In seiner wissenschaftlichen Arbeit beschäftigte er sich unter anderem mit der Chemie der Teerfarben. Außerdem widmete er sich der Entwicklung des Chemieunterrichtes in Österreich.
Hugo von Perger starb 1901 im Alter von 57 Jahren. Sein Vater war der Maler und Schriftsteller Anton von Perger (1809–1876), sein Bruder der Musiker Richard von Perger.

## Publikationen (Auswahl)
- 1876–1879: Über Anthrachimone, Journal für praktische Chemie
- 1890–1894: Über Teerfarben, Mitteilungen des Wiener Technologischen Gewerbemuseums
- 1891: Färbeversuche, Vorträge des Vereines zur Verbreitung naturwissenschaftlicher Kenntnisse in Wien, Jahrgang 31
- 1899: Riechstoffe, Vorträge des Vereines zur Verbreitung naturwissenschaftlicher Kenntnisse in Wien, Jahrgang 39